# Edward Chester Plow
Edward Chester Plow (Saint Albans 28 septembre 1904 - Brockville, 25 avril 1988), personnalité politique canadienne, fut Lieutenant-gouverneur de la province de Nouvelle-Écosse de 1958 à 1953.

## Biographie
Né à Saint-Albans, au Vermont , il a étudié au Lower Canada College, puis est entré au Collège militaire royal du Canada, étudiant no 1649.